# شمونگا
شمونگا (به لهستانی:  Siemonia) یک روستا در لهستان است که در گمینا بوبروونگکی (استان سیلسیان) واقع شده‌است. شمونگا ۹۳۷ نفر جمعیت دارد.